# Lisa Pelikan
Lisa Pelikan (Parigi, 12 luglio 1954) è un'attrice statunitense.

## Biografia
Si è sposata due volte: dal 1981 al 1984 con l'attore Robert Harper, poi dal 1986 al 2006 con l'attore Bruce Davison, da cui ha avuto un figlio, Ethan, nel 1996.

## Filmografia parziale

### Cinema
- Giulia (Julia), regia di Fred Zinnemann (1977)
- Jennifer, regia di Brice Mack (1978)
- Labirinto (L'homme en colère), regia di Claude Pinoteau (1979)
- The House of God, regia di Donald Wrye (1984)
- Swing Shift - Tempo di swing (Swing Shift), regia di Jonathan Demme (1984)
- Ghoulies, regia di Luca Bercovici (1985)
- Lionheart - Scommessa vincente (Lionheart), regia di Sheldon Lettich (1990)
- Ritorno alla laguna blu (Return to the Blue Lagoon), regia di William A. Graham (1991)
- L'ombra del dubbio (Shadow of Doubt), regia di Randal Kleiser (1998)
- Circle, regia di Aaron Hann e Mario Miscione (2015)

### Televisione
- Mai dire sì (Remington Steele) – serie TV, episodio 2x15 (1984)
- La signora in giallo (Murder, She Wrote) – serie TV, episodi 5x08-8x07 (1989-1991)
- L'ultimo tycoon (The Last Tycoon) – serie TV, episodio 1x02 (2017)

## Doppiatrici italiane
- Pinella Dragani ne La signora in giallo (ep. 5x08), L'ombra del dubbio
- Franca D'Amato ne La signora in giallo (ep. 8x07)
- Chiara Salerno in Lionheart - Scommessa vincente
- Isabella Pasanisi in Ritorno alla laguna blu
- Rita Savagnone in L'ultimo tycoon